# Шпехари
45°22′ пн. ш. 15°19′ сх. д. / 45.37° пн. ш. 15.31° сх. д.
Шпехари (хорв. Špehari) — населений пункт у Хорватії, в Карловацькій жупанії у складі громади Босилєво.

## Населення
Населення за даними перепису 2011 року становило 1 осіб.
Динаміка чисельності населення поселення: